# Wahianoa (rivière)
La rivière Wahianoa  (en anglais : Wahianoa River) est un cours d’eau de la région Manawatu-Wanganui de l’Île du Nord de la Nouvelle-Zélande.

## Géographie
C’est l’une des sources du  fleuve Whangaehu, Elle s’écoule vers le sud-est à partir des pentes sud du Mont Ruapehu, tournant graduellement au sud-ouest avant re rencontrer le fleuve Whangaehu à 3 km au nord-ouest de la ville de Waiouru.